# Belview (Minnesota)
Belview ist eine Kleinstadt (mit dem Status „City“) im Redwood County im US-amerikanischen Bundesstaat Minnesota. Das U.S. Census Bureau hat bei der Volkszählung 2020 eine Einwohnerzahl von 291 ermittelt.

## Geografie
Belview liegt im Südwesten Minnesotas auf 44°36′19″ nördlicher Breite und 95°19′46″ westlicher Länge. Die Stadt erstreckt sich über eine Fläche von 2,46 km². 
Benachbarte Orte von Belview sind Delhi (10,1 km östlich), Redwood Falls (24,2 km ostsüdöstlich), Seaforth (14,6 km südlich), Vesta (17,7 km südwestlich) und Echo (8,2 km westnordwestlich).
Die nächstgelegenen größeren Städte sind Minneapolis (204 km ostnordöstlich), Minnesotas Hauptstadt Saint Paul (216 km in der gleichen Richtung), Rochester (265 km ostsüdöstlich), Iowas Hauptstadt Des Moines (472 km südsüdöstlich), Omaha in Nebraska (445 km südlich), Sioux Falls in South Dakota (194 km südwestlich) und Fargo in North Dakota (311 km nordnordwestlich).

## Verkehr
Durch Belview führen keine überregionalen Fernstraßen. Alle Straßen sind untergeordnete Landstraßen, teils unbefestigte Fahrwege oder innerörtliche Verbindungsstraßen.
In West-Ost-Richtung verläuft durch das Stadtgebiet von Belview eine Eisenbahnlinie der Minnesota Prairie Line, einer regionalen (Class III) Eisenbahngesellschaft.
Der Redwood Falls Municipal Airport befindet sich 27,5 km ostsüdöstlich von Belview. Der nächste Großflughafen ist der Minneapolis-Saint Paul International Airport (201 km ostnordöstlich).

## Geschichte
Nachdem das Land zuvor von den Sioux besiedelt war, kam es 1851 durch den Vertrag von Traverse des Sioux an die US-Regierung. Nur ein Streifen Land am Minnesota River verblieb den Indianern und wurde zu Reservationsland.
In den 1860er Jahren wurde das Land vermessen und für die Neubesiedlung freigegeben. Im Jahr 1884 kam die Eisenbahn und damit weitere Siedler in die Region. 1887 wurde von der US-Regierung auf Dringen der Siedler der Gegend eine Poststation eingerichtet. Zwei Jahre später wurde der heutige Ort planmäßig angelegt und 1892 als Village of Belview inkorporiert.

## Demografische Daten
Nach der Volkszählung im Jahr 2010 lebten in Belview 384 Menschen in 169 Haushalten. Die Bevölkerungsdichte betrug 156,1 Einwohner pro Quadratkilometer. In den 169 Haushalten lebten statistisch je 2,12 Personen. 
Ethnisch bestand die Bevölkerung mit sieben Ausnahmen nur aus Weißen. 
18,2 Prozent der Bevölkerung waren unter 18 Jahre alt, 50,8 Prozent waren zwischen 18 und 64 und 31,0 Prozent waren 65 Jahre oder älter. 54,9 Prozent der Bevölkerung war weiblich.

Das mittlere jährliche Einkommen eines Haushalts lag bei 40.368 USD. Das Pro-Kopf-Einkommen betrug 20.099 USD. 5,6 Prozent der Einwohner lebten unterhalb der Armutsgrenze.

## Bekannte Bewohner
- Don Wallace (1898–1985), Radiopionier